# Every Best Single +3
Every Best Single +3 è il primo album discografico di raccolta del gruppo musicale giapponese Every Little Thing, pubblicato nel 1999.

## Tracce
1. Feel My Heart – 4:25
2. Future World – 4:07
3. Dear My Friend – 3:50
4. For the Moment – 4:33
5. Deatta Koro no Yō ni (出逢った頃のように) – 4:24
6. Shapes of Love – 4:58
7. Time Goes By – 5:12
8. Face the Change – 4:21
9. Forever Yours – 4:58
10. Necessary – 3:47
11. Over and Over – 4:44
12. Someday, Someplace – 4:32
13. (When) Will It Rain – 2:37
14. Kimochi (キモチ) – 2:37
15. Dedicate – 2:37